# John Versleeuwen
John Versleeuwen (Tegelen, 4 augustus 1963) is een Nederlands voormalig voetballer en huidig voetbalcoach.

## Loopbaan als speler
Versleeuwen werd op 15-jarige leeftijd door FC VVV weggeplukt bij SV Grashoek en maakte zijn profdebuut op 17 april 1983 in de uitwedstrijd bij FC Den Haag (1-1). De niet alleen als middenvelder maar ook als verdediger inzetbare linkspoot speelde vervolgens 3,5 jaar in de hoofdmacht van de Venlose club. In navolging van zijn ploeggenoten Jos van Aerts en Mario Verlijsdonk werd Versleeuwen in 1986 uitgeleend aan Eindhoven. Het daaropvolgende seizoen later werd hij definitief ingelijfd door de Brabantse eerstedivisionist waarvoor hij uiteindelijk ruim 4 jaar zou uitkomen.
In december 1990 werd Versleeuwen voor een half jaar uitgeleend aan Helmond Sport, waarna hij nog een jaar bij de amateurs van SV Panningen voetbalde. Een slepende knieblessure deed hem echter besluiten om al op 28-jarige leeftijd een punt te zetten achter zijn spelersloopbaan.

### Profstatistieken
| Seizoen | Club            | Land      | Competitie     | Duels | Goals |
| ------- | --------------- | --------- | -------------- | ----- | ----- |
| 1982/83 | FC VVV          | Nederland | Eerste divisie | 3     | 1     |
| 1983/84 | FC VVV          | Nederland | Eerste divisie | 14    | 0     |
| 1984/85 | FC VVV          | Nederland | Eerste divisie | 28    | 1     |
| 1985/86 | VVV             | Nederland | Eredivisie     | 10    | 1     |
| 1986/87 | VVV             | Nederland | Eredivisie     | 0     | 0     |
| 1986/87 | → Eindhoven     | Nederland | Eerste divisie | 23    | 5     |
| 1987/88 | Eindhoven       | Nederland | Eerste divisie | 16    | 2     |
| 1988/89 | Eindhoven       | Nederland | Eerste divisie | 32    | 2     |
| 1989/90 | Eindhoven       | Nederland | Eerste divisie | 34    | 4     |
| 1990/91 | Eindhoven       | Nederland | Eerste divisie | 6     | 0     |
| 1990/91 | → Helmond Sport | Nederland | Eerste divisie | 6     | 0     |
| Totaal  | Totaal          | Totaal    | Totaal         | 172   | 16    |

## Loopbaan als trainer
Na zijn voetbalcarrière stapte Versleeuwen het trainersvak in. Hij was onder meer werkzaam bij SV Panningen, RKSVO, SV Blerick, DESM. Tussentijds combineerde hij dit met een functie als jeugdtrainer bij VVV. Bij zijn laatste club SC Irene moest hij stoppen vanwege ziekte.